# シジズモンド・ディンディア
シジズモンド・ディンディア（Sigismondo d'India, 1582年頃 - 1629年4月19日）はルネサンス音楽末期から初期バロック音楽の作曲家で、クラウディオ・モンテヴェルディの最も洗練された同時代人である。

## 生涯
おそらく1582年にシチリア島のパレルモにて貴族の家庭に生まれた。1600年になるまでの生い立ちについて詳しいことは分からない。
17世紀前半におそらくイタリア各地を遍歴し、いろいろな作曲家と出会い、様々な貴族の宮廷に庇護者を求めたり、地域ごとに異なる音楽様式を吸収したりした。当時は音楽史における過渡期であり、後期ルネサンス音楽のポリフォニー様式が、初期バロック音楽の多種多様な慣例に道を譲った時期であった。そしてディンディアは、どうやら比べもののないほど幅広く、イタリアにおける作曲様式の実状を完全に知り尽くしていたらしい。ルカ・マレンツィオの表情豊かなマドリガーレ様式、ヴェネツィア楽派の複合唱様式、ローマ楽派の保守的なポリフォニー様式、古典古代の音楽を復活させ、それによってより大きな表現手段であるオペラを新たに発展させようとしたフィレンツェのモノディ様式、そしてナポリのカルロ・ジェズアルドの濃密な情緒をもつ半音階によるマネリスム様式である。
ディンディアはオペラ誕生の地フィレンツェや、モンテヴェルディが仕官していたマントヴァにいたことが知られている。ナポリではおそらくジェズアルドに会っており、1610年までにパルマやピアチェンツァに滞在していた。翌1611年、サヴォイア公国に指揮者として雇われ、1623年までトリノに過ごした。この頃が最も創造力旺盛で、1600年から1610年までに聞き知り、吸収した様々な種類の音楽を融合させ、ディンディア独自の統一のとれた様式を編み出していった。
明らかに政治的陰謀のためにサヴォイアからの出国を余儀なくされると、トリノを去ってモデナに行き、後にローマにも足を運んだ。モデナで最期を迎えたらしい。晩年についての詳細もまた生い立ちと同様に乏しい。バイエルン選帝侯マクシミリアン1世の宮廷に雇われたとする記録が1点残っているが、ディンディアが同地にいたという確証は存在しない。現地入りしてすぐ亡くなったのかも知れない。

## 作品と作風
ディンディアの作品は、当時のほとんどの音楽形式による声楽曲で占められている。すなわちモノディ様式、マドリガーレ、モテットである。モノディ様式による作品は、ディンディア作品の中でも最も数多く、重要な部分を占め、種類も多い。アリア（通作歌曲と有節歌曲がある）、ラメント、モノディ様式のマドリガーレ、グラウンド・バス技法による変奏形式の歌曲など。
様式的にディンディアの作品は、同時期のモンテヴェルディとの共通点が目立っている。表現力豊かな半音階、異様な解決をともなう不協和音、ドラマに対する鋭い直感である。長めのモノディ歌曲のいくつかは、事実オペラの場面を彷彿とさせるが、ディンディア自身は特に「オペラ」と呼ばれるような作品は書いていない。
ディンディアのポリフォニー様式のマドリガーレは、テクスチュアの発想をジェズアルドに負っており、緩やかで強烈な半音階の楽想と、軽やかで、ほとんど興奮したような全音階的なパッセージとを重ね合わせるというテクスチュアを採っている。この意味においてディンディアはジェズアルドの唯一の後継者であった。ディンディアの後期作品のいくつかは、一つの曲の中で、同時代のイタリア人作曲家のほとんどすべての影響を示した、類のない作品もある。